# 牛頓書信
牛頓書信(The Newton Letter)是約翰·班維爾於1982年寫成的小說, 講述一個年老且不具名的歷史學家為了儘早完成他關於牛頓的傳記書，走到一個愛爾蘭的鄉間的“蕨之屋”。他在那裡遇到一些古怪而帶有古老氣質的居民，並很快放下工作，把專注力集中於他們日常生活的獨特之處。然後他開始將自己與牛頓比較，又發現自己愛上了他們，而且同情他們生活上的不幸。
最後男主人崩潰了，那家庭(家族)面臨破裂，歷史學家就因略感不安而早早回家，離開了他們，但他仍與其中一個女士通信。他最後說自己雖不知道還可以做什麼，但他認為總有一天會回去蕨之屋，或許他都會嘗試完成他的牛頓傳記。